# Casa Stoclet
Casa (sau Palatul) Stoclet (în franceză Palais Stoclet, în neerlandeză Stocletpaleis) este o vilă privată construită de arhitectul Josef Hoffmann între 1905 și 1911 la Bruxelles, Belgia, pentru bancherul și iubitorul de artă Adolphe Stoclet. Considerată capodopera lui Hoffman, casa lui Stoclet este una dintre cele mai rafinate și mai luxoase vile private construite în secolul al XX-lea.
Vila este încă ocupată de familia Stoclet și nu este deschisă pentru vizite. A fost desemnată loc în patrimoniul mondial de către UNESCO în iunie 2009.

## Descriere

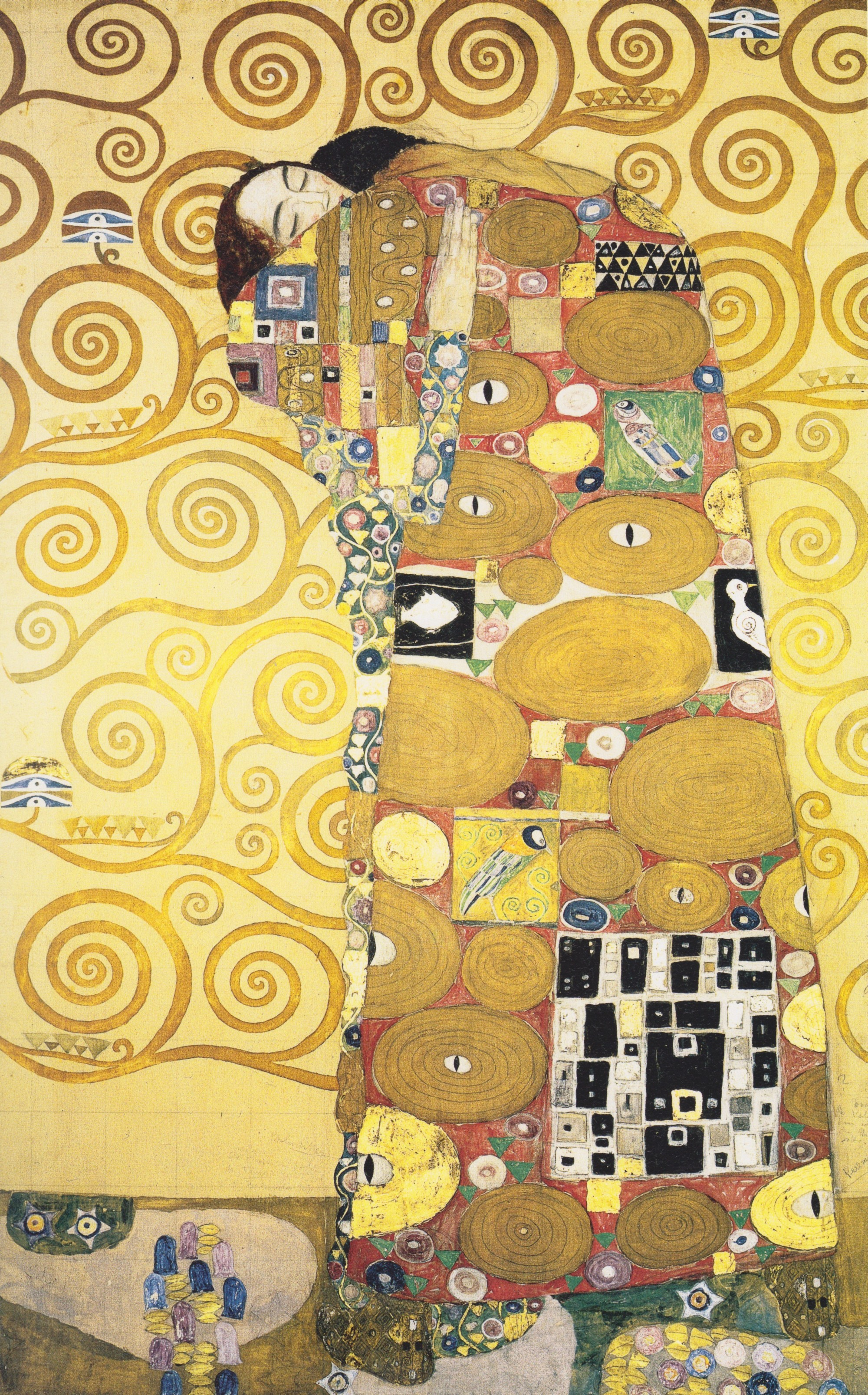
Detaliu al designului pregătitor al frizelor din principala cameră de zi, realizat de Gustav Klimt (Museum für angewandte Kunst, Viena.)

În 1904 Adolphe Stoclet și soția sa Suzanne l-au angajat pe arhitectul și designerul austriac Joseph Hoffman și firma Wiener Werkstätte,  înființată în 1903, pentru a proiecta, construi și decora o casă și o grădină. Casa și grădina au fost concepute ca un tot unitar arhitectural.
Palatul Stoclet a fost construit pe Avenue de Tervueren, în comuna Woluwe-Saint-Pierre, Bruxelles. Clădirea are un plan asimetric, iar trăsăturile arhitectonice au fost simplificate radical într-o manieră ce anticipează modernismul. Zidurile exterioare, la început albe, sunt „modelate după ritmul ferestrelor ordonate” în vreme ce colțurile și muchiile superioare sunt definite cu stucaturi din bronz. Turnul de deasupra casei scărilor are în vârf un lampadar de bronz ornamentat cu figuri ale sculptorului Franz Metzner. Fereastra care luminează casa scărilor se înalță pe toată înălțimea clădirii, trăsătură ce avea să influențeze și alte opere de arhitectură.
Interiorul este decorat cu blocuri de marmură, inclusiv frize în mozaic realizate de Gustav Klimt și picturi murale de Ludwig Heinrich Jungnickel. Acest sincretism de arhitecți, artiști plastici și artizani face din palatul Stoclet un exemplu de Gesamtkunstwerk, una dintre caracteristicile definitorii ale Jugendstilului. Schițele operelor lui Klimt realizate pentru camera de zi se pot găsi în colecția permanentă de la Museum für angewandte Kunst (MAK) din Viena.
Casa Stoclet se află pe Avenue de Tervueren în comuna Woluwe-Saint-Pierre, Bruxelles. Ea a fost gândită să pară dinspre stradă o vilă impunătoare. Văzută dinspre grădina din spate, ea „devine o villa suburbana cu fațada din spate modelată sculptural de bovindouri, balcoane și terase”, după cum o descria istoricul arhitecturii Annette Freytag, ceea ce a oferit familiei Stoclet o clădire cu „toate avantajele unei vile urbane comode și ale unei case la țară în același timp.” 
Adolphe Stoclet a murit în 1949, iar casa a fost moștenită de nora lui, Annie Stoclet. După moartea lui Annie în 2002, casa a fost moștenită de cele patru fiice ale ei. Palais Stoclet nu este deschisă publicului. În presă, s-a relatat că ea este îngrijită de două persoane în timp ce există disensiuni între cele patru nepoate ale lui Stoclet pe tema viitorului clădirii.